# Нова Покровка (Одеска област)
Нова Покровка (на украински: Нова Покровка) е село в южна Украйна, административен център на селски съвет Нова Покровка в Измаилски район на Одеска област. Населението му според преброяването през 2001 г. е 879 души.

## Население

### Езици
Численост и дял на населението по роден език, според преброяването на населението през 2001 г.:
| Роден език | Численост | Дял (в %) |
| Общо       | 879       | 100.00    |
| Молдовски  | 673       | 76.56     |
| Руски      | 167       | 18.99     |
| Български  | 30        | 3.41      |
| Гагаузки   | 2         | 0.22      |
| Украински  | 2         | 0.22      |
| Други      | 5         | 0.56      |